# GF Fram
GF Fram är en gymnastikförening i Helsingborg bildad 1897 på ett initiativ av bland annat fabrikör Emil Lilja.
I dag har klubben en omfattande ungdomsverksamhet med cirka 700 flickor och pojkar fördelat på 22 trupper och 50-talet tränare. Träningen bedrivs till största delen på Gymnastikens Hus. Föreningen arrangerar även tävlingen 3-kampen, som inkluderar momenten matta, plint och trampett. Tävlingen hade 80 deltagande lag år 2008. GF Fram nådde med sin pojktrupp sin största framgång på 40 år genom att ta USM-guld i truppgymnastik 2008. Föreningens gymnaster deltar också på lägre tävlingsnivåer med mycket stora framgångar.

## Historik
Föreningen har sin grund i gymnastikföreningen Svea, som bildades 1890. Denna gick 1896 samman med Atletklubben Kärnan, under namnet Idrottsförbundet Kärnan, men samarbetet var ofruktsamt för gymnastikverksamheten och föreningen upplöstes redan ett år senare. Istället tog bland andra fabrikör Emil Lilja senare samma år initiativ till bildandet av en ny gymnastikförening, som fick namnet Gymnastikföreningen Fram och grundades den 25 augusti 1897. Klubben anslöt sig Svenska Riksidrottsförbundet 1913 och samma år skapades det nuvarande klubbmärket. När Helsingborgs Gymnastikförbund bildades år 1919 anslöt sig föreningen även denna verksamhet. År 1951 börjar gymnastikdirektör Lennart Carlqvist i föreningen. Denne skapar gymnastiktruppen Frampojkarna, som kom att turnera i bland annat Tyskland, Nederländerna, Belgien, England, Turkiet och Grekland. Den första kvinnogymnastikavdelningen startas 1955 med tillhörande flickverksamhet. Under 1970-talet minskade aktiviteten i föreningen, men efter att Yvonne Somming tillkommit som ny ledare ökade åter antalet gymnaster. År 1981 startade föreningen en avdelning i Rydebäck söder om Helsingborg.